# Sevdalin Marinov
Sevdalin Ilijanov Marinov (in bulgaro Севдалин Илиянов Маринов?; Asenovgrad, 11 giugno 1968) è un ex sollevatore bulgaro.
Dal 1993 ha gareggiato per l'Australia, ove si era trasferito nel 1991

## Palmarès

### Olimpiadi
- 1 medaglia:
  - 1 oro (Seul 1988 nei 52 kg)

### Mondiali
- 3 medaglie:
  - 3 ori (Södertälje 1985 nei 52 kg; Sofia 1986 nei 52 kg; Ostrava 1987 nei 52 kg)

### Europei
- 6 medaglie:
  - 5 ori (Katowice 1985 nei 52 kg; Karl-Marx-Stadt 1986 nei 52 kg; Reims 1987 nei 52 kg; Cardiff 1988 nei 52 kg; Aalborg 1990 nei 56 kg)
  - 1 argento (Atene 1989 nei 56 kg)

### Giochi del Commonwealth
- 1 medaglia:
  - 1 oro (Victoria 1994 nei 64 kg), in rappresentanza dell'Australia